# Biblioteca dell'Istituto per la scienza dell'amministrazione pubblica
La biblioteca dell'Istituto per la scienza dell'amministrazione pubblica (ISAP) è una biblioteca pubblica, specializzata in scienze giuridiche, che ha sede a Milano. L'ISAP rappresenta un'importante fonte per ciò che riguarda l'evolversi delle caratteristiche riguardanti la pubblica amministrazione italiana ed estera.
La biblioteca possiede un patrimonio librario di circa 16.000 volumi, raccolti nella collezione dal 1960; sono presenti anche periodici per circa 600 testate di cui almeno la metà straniere, sempre legati al tema della pubblica amministrazione.

Più specificatamente i settori tematici coperti sono:
- Il diritto amministrativo, pubblico e costituzionale italiano e comparato;
- la storia amministrativa e costituzionale;
- le politiche economiche e finanziarie, in particolare la finanza locale e regionale;
- la sociologia dell'amministrazione pubblica e della burocrazia;
- la politologia e l'analisi delle politiche pubbliche;
- la scienza dell'organizzazione e dell'amministrazione.

L'istituto mette a disposizione per la consultazione anche gli atti originali della Commissione parlamentare per le riforme costituzionali, rilegati in tredici volumi.